# Marcus Brigstocke

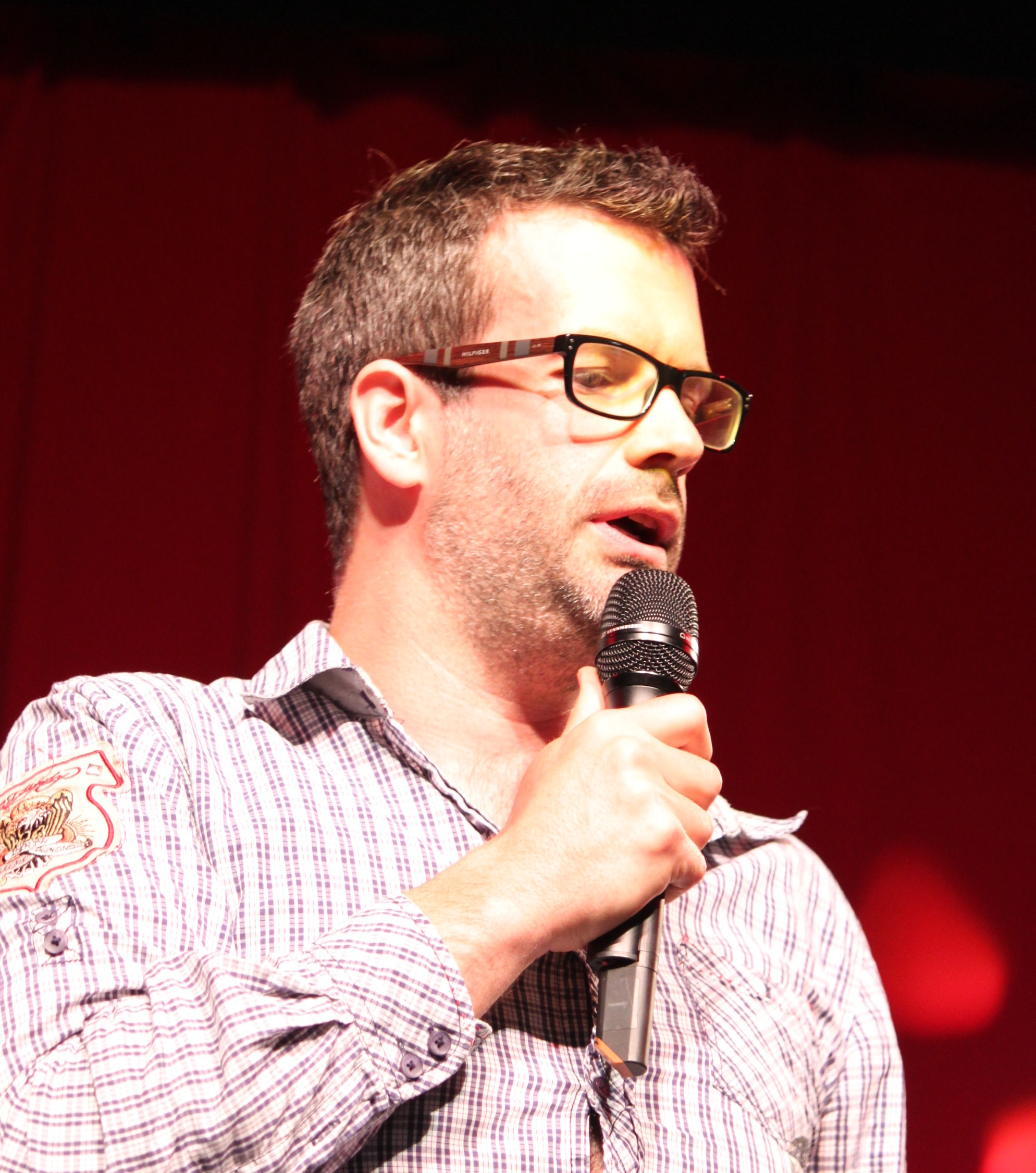
Brigstocke in 2015

Marcus Alexander Brigstocke (* 8. Mai 1973 in Guildford) ist ein britischer Komiker, Schauspieler und Satiriker. Er arbeitet für das Fernsehen, das Radio, Musicals und Stand-Up-Comedy-Shows. Brigstocke ist in einer Vielzahl von BBC Fernseh- und Radioshows aufgetreten.

## Leben
Brigstocke ist der Sohn von Nick und Carol Brigstocke. Seine Mutter ist Schuldirektorin und sein Vater ist Börsenmakler und stammt aus dem walisischen Landadel. Er hat eine Schwester und einen Bruder. Sein Großvater mütterlicherseits war der britische Offizier der Royal Air Force und Air Marshal Sir Walter Pretty.
Brigstocke wuchs in Surrey auf und war Schüler der St Edmunds School in Hindhead, Surrey, der Westbourne House School in Chichester, West Sussex, King's School, Bruton in Somerset, und Hammersmith & Fulham College im westlichen London. Er studierte später Drama bei der University of Bristol, machte aber keinen Abschluss.
Während seiner Jugend kämpfte er mit einer Alkohol- und einer Drogensucht.
Im Alter von 19 Jahren arbeitete er auf einer schottischen Bohrinsel in der Nordsee.
1996 gewann er den Preis der BBC für Best New Comedy.
2001 heiratete Brigstocke die Filmproduzentin Mary Louise Anstice Prideaux, Tochter des ehemaligen Vorsitzenden der Union Railways John Prideaux. Sie haben eine Tochter und einen Sohn. Sie trannten sich nachdem Brigstocke eine Affäre mit Hayley Tamaddon hatte, die 2010 mit ihm im Musical Spamalot auftrat.
2014 verletzte sich Brigstocke in der Show The Jump und konnte ein Jahr lang wenig arbeiten.
Seit April 2018 ist er in einer Beziehung mit der Komikerin Rachel Parris. Sie verlobten sich am 25. Dezember 2018 und heirateten am 16. September 2019. Sie haben einen Sohn, der im August 2021 geboren wurde.
Brigstocke snowboarded gerne und veranstaltet sowohl eine Stand-Up-Tour in den Alpen, als auch, zusammen mit Andrew Maxwell, ein Comedy-Festival in Méribel namens "The Altitude Festival".
Brigstocke ist ein Unterstützer von starken Klimaschutzmaßnahmen.

## Arbeit
Während seiner Zeit bei der Bristol University war er Teil des Trios Club Seals mit Dan Tetsell und Danny Robins, welches später in der Sendung We Are History (2000–2001) auftrat.
Brigstockes erste DVD, Planet Corduroy, wurde im November 2007 herausgegeben.
2009 trat Brigstocke in der Tournee der Show Totally Looped auf. Im gleichen Jahr ging er ebenfalls mit seiner Stand-Up Show God Collar auf Tournee.

### Radio
In der BBC Radio 4 Adaption von The Code of the Woosters, die am 9. April 2006 ausgestrahlt wurde, spielte Brigstocke Bertie Wooster.
Brigstocke war Gastgeber der Satire-Sendung The Late Edition (2005–2008).
Brigstocke moderiert seit 2008 die Talkshow I've Never Seen Star Wars auf BBC Radio 4.
Von 2013 bis 2015 trat er in allen vier Serien und war einer der Autoren von The Brig Society auf.
Im September 2017 strahlte BBC Radio 4 sein erstes ernstes Drama The Red aus. Es gewann den Preis für Best Single Drama bei den BBC Audio Drama Awards 2018.
Im Dezember 2017 erschien seine vierteilige Sitcom The Wilsons Save The World auf BBC Radio 4, welche von einer Familie handelt, die versucht ethisch zu leben. Brigstocke spielt den Vater. Eine zweite vierteilige Serie wurde 2019 ausgestrahlt.

#### Weitere Auftritte im Radio
- Just a Minute
- I’m Sorry I Haven’t a Clue
- Think the Unthinkable
- The Museum of Everything
- The 99p Challenge
- The Unbelievable Truth
- The Now Show
- Giles Wemmbley-Hogg Goes Off

### Film und Fernsehen
Brigstocke spielte einen Kulturjournalist namens Marcus in Neil Gaimans Film A Short Film About John Bolton (2003) und einen Radio-DJ in Richard Curtis’ Film Love Actually (2003) und in seiner Fortsetzung Red Nose Day Actually (2017).
Im September 2008 war Brigstocke der Anführer des roten Teams in der Panelshow Argumental.
Er hat außerdem für Fernsehsendungen, die auf Kinder ausgerichtet sind, gearbeitet, wie beispielsweise CBBC: Stupid! (2004–2007) und Die Mannohnekopf Show (2008–2011).

#### Weitere Auftritte im Fernsehen
- The Savages
- We Are History
- The Late Edition
- My Hero
- Have I Got News for You
- News Knight with Sir Trevor McDonald
- Thank God You're Here
- QI
- Hole in the Wall
- I've Never Seen Star Wars
- Would I Lie to You?
- The Graham Norton Show
- Steph’s Packed Lunch
- Live at the Apollo
- The Blame Game
- The Jump
- Famous and Fighting Crime
- Excuse my French
- Shaun the Sheep: The Flight Before Christmas

#### Weitere Auftritte in Filmen
- Blinded by the Light

### Theater
2010 machte Brigstocke sein Debüt im Bereich des Musiktheaters, als er für einige Zeit die Rolle von King Arthur in Spamalot spielte. Er trat 2011 als Albert Perks in der Aufführung von The Railway Children im Waterloo Station Theatre. Er trat zudem in zwei halbszenischen Aufführungen von Oklahoma! bei den Proms als Ali Hakim auf.
2017 spielte Brigstocke die Hauptrolle in der Neuaufführung des Musicals Barnum (Musical) in der Menier Chocolate Factory. Dafür erlernte er einige Zirkustechniken. Er schrieb dazu einen Artikel für The Guardian.

### Sonstiges
2000 erhielt er die Verlagsrechte zum Lied "I Don't Smoke" von DJ Dee Kline, da ein Ausschnitt seiner Stimme im Lied verwendet wurde.
Am 23. Juni 2011 erschien sein Buch God Collar bei Transworld. Es basiert auf seine gleichnamige Stand-Up Show. Es erhielt gemischte Kritiken.
Er hat einige Artikel für The Guardian geschrieben.